# Ski alpin aux Jeux olympiques de 1960
Pour des articles plus généraux, voir Ski alpin aux Jeux olympiques et Jeux olympiques d'hiver de 1960.
Navigation
Cortina d'Ampezzo 1956 Innsbruck 1964
Les épreuves de ski alpin des Jeux olympiques d'hiver de 1960 à Squaw Valley comptaient également comme championnats du monde et ont été disputées du 20 au 26 février 1960.
La station de Squaw Valley n'existe pas lorsqu'elle est choisie par le Comité international olympique en 1955.
Elle verra le jour grâce à la volonté d'Alexander Cushing, son fondateur, et aux conseils d'Émile Allais.
Jean Vuarnet remporte la médaille d'or en descente. Le Français est le premier skieur sacré avec des skis métalliques Rossignol et la position révolutionnaire de recherche de vitesse (dite de l'œuf) : son succès est retentissant.
Guy Périllat obtient la médaille de bronze en descente et gagne à 20 ans le combiné de la FIS.
Le skieur de La Clusaz confirmera en 1961 en raflant toutes les grandes classiques en descente et le Kandahar.
Déconvenue de l'Autriche, qui ne gagne qu'un seul titre avec Ernst Hinterseer en slalom.
L'Allemande Heidi Biebl (19 ans) en descente et la Suissesse Yvonne Rüegg en géant signent des victoires surprenantes.
Ces deux médailles d'or en ski alpin sont pour la Suisse les deux seules remportées lors de ces Jeux.

## Podiums

### Hommes
| Épreuve  | Or               | Argent           | Bronze           |
| -------- | ---------------- | ---------------- | ---------------- |
| Descente | Jean Vuarnet     | Hans-Peter Lanig | Guy Périllat     |
| Géant    | Roger Staub      | Josef Stiegler   | Ernst Hinterseer |
| Slalom   | Ernst Hinterseer | Mathias Leitner  | Charles Bozon    |

### Femmes
| Épreuve  | Or             | Argent      | Bronze              |
| -------- | -------------- | ----------- | ------------------- |
| Descente | Heidi Biebl    | Penny Pitou | Traudl Hecher       |
| Géant    | Yvonne Rüegg   | Penny Pitou | Giuliana Minuzzo    |
| Slalom   | Anne Heggtveit | Betsy Snite | Barbara Henneberger |

### Combiné
Les épreuves du combiné ne comptaient pas comme épreuve olympique : elles attribuaient uniquement le titre de champion du monde.
| Épreuve        | Or             | Argent        | Bronze              |
| -------------- | -------------- | ------------- | ------------------- |
| Combiné Hommes | Guy Périllat   | Charles Bozon | Hans-Peter Lanig    |
| Combiné Femmes | Anne Heggtveit | Sonja Sperl   | Barbara Henneberger |

## Tableau des médailles
| Rang | Nations    | Or | Argent | Bronze | Total |
| 1    | Suisse     | 2  | 0      | 0      | 2     |
| 2    | Autriche   | 1  | 2      | 2      | 5     |
| 3    | RFA        | 1  | 1      | 1      | 3     |
| 4    | France     | 1  | 0      | 2      | 3     |
| 5    | Canada     | 1  | 0      | 0      | 1     |
| 6    | États-Unis | 0  | 3      | 0      | 3     |
| 7    | Italie     | 0  | 0      | 1      | 1     |